# 마크 크룬
마크 제이슨 크룬(Marc Jason Kroon, 1973년 4월 2일 ~ )은 미국 출신의 전 프로 야구 선수이다.

## 수상·타이틀 경력

#### NPB
- 2008년 일본 프로 야구 센트럴 리그 최다 세이브 투수